# Озерний (Учалинський район)
Озерний (рос. Озёрный, башк. Яңы Оҙонгүл) — село (у минулому селище) у складі Учалинського району Башкортостану, Росія. Входить до складу Міндяцької сільської ради.
Станом на 2002 рік село було центром ліквідованої Озерної сільської ради.
Населення — 404 особи (2010; 429 в 2002).
Національний склад:
- башкири — 99%